# Cupé (carruaje)

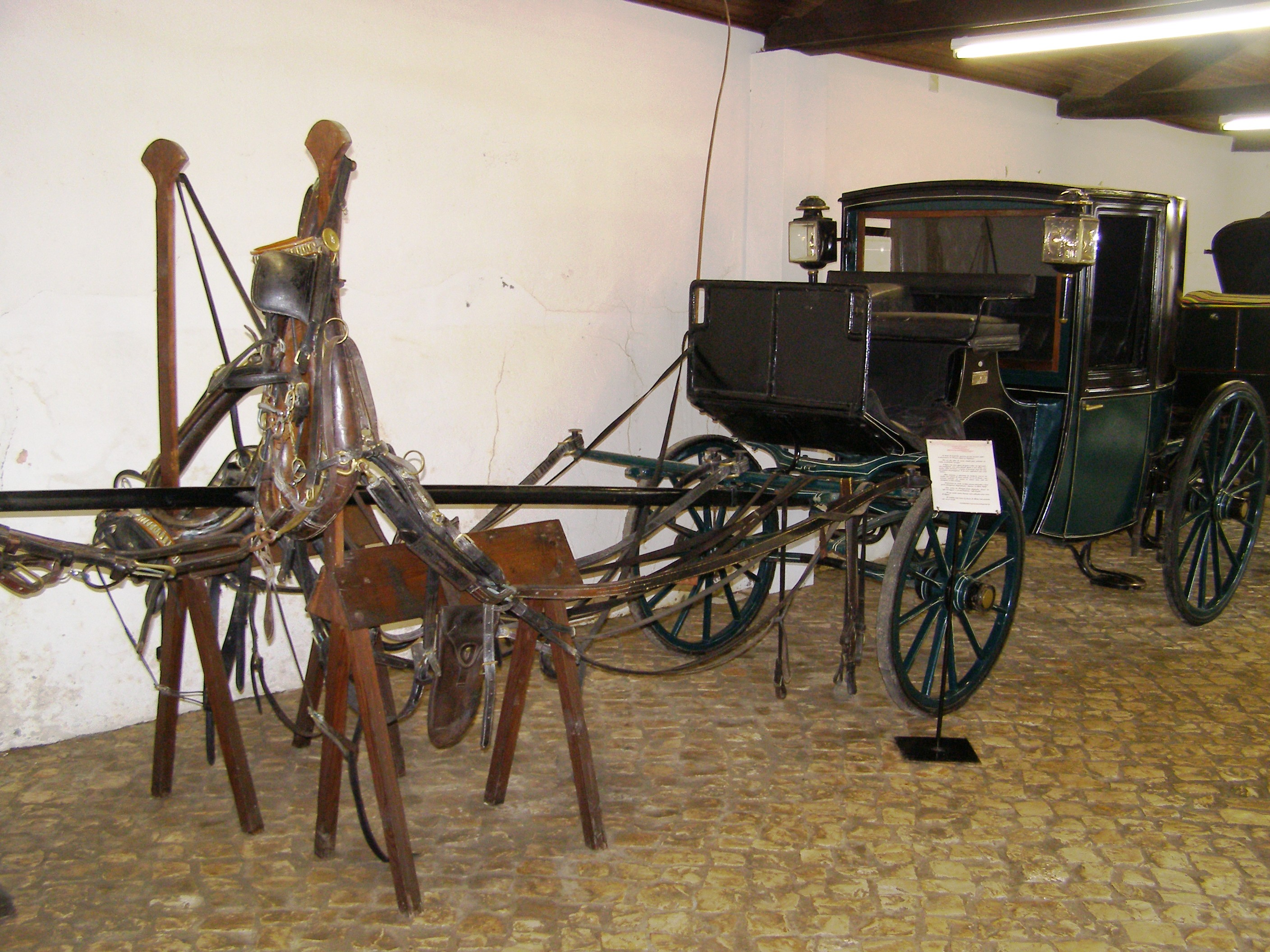
Cupé en Mafra, Portugal

El cupé es un carruaje de dos plazas completamente cubierto que es tirado por un solo caballo con limonera o un tronco de dos caballos. 
Tiene la forma de una berlina a la que se hubiera suprimido la mitad anterior de la caja, cerrándola con un tablero. La parte inferior forma ángulo entrante de forma similar al landó cuadrado. El montaje se realiza a cuatro resortes de doble suspensión o cuatro en ballesta cerrada.

## Variedades
- Gran cupé. De forma semejante al anterior, es mayor pues admite cuatro plazas. La parte anterior va cerrada por tres vidrios, uno cuadrado central y dos estrechos a los lados, pudiendo tener también un solo cristal curvo siendo entonces de caja redondeada.
- Cupé de lujo. Va montado sobre ocho resortes en flecha y el pescante lleva mastilete guarnecido. La caja es redondeada en la parte inferior como la berlina.